# Andrea Cappellano
Andrea Cappellano (lat.: Andreas Capellanus, citato, a volte, in traduzione francese del nome, come André le Chapelain; 1150 – 1220) è stato uno scrittore e religioso francese.

## Biografia
Non si hanno notizie certe sulla sua vita. Visse all'incirca tra il 1150 e il 1220; si ritiene sia stato cappellano alla corte della contessa Maria di Champagne, figlia di Luigi VII e della regina Eleonora, nipote di Guglielmo IX d’Aquitania, il primo trovatore (dalla sua funzione di cappellano deriva molto probabilmente il cognome), proprio nel periodo in cui nascevano e si diffondevano il costume e la lirica cortese. Gli studi più recenti, in base agli elementi interni ed esterni al De Amore, tendono a postulare che Andrea, vissuto tra il 1185 e il 1287, non sia parigino, ma arrivi a Parigi passando da Troyes alla corte del fratellastro di Maria di Champagne.

### De amore
Fu autore del celebre trattato De amore (scritto in latino medievale intorno al 1185), suddiviso in tre libri, dove s'indicavano i precetti principali in materia:
- il vassallaggio nel rapporto d'amore e la relativa subordinazione del cavaliere alla sua dama.
- il vero rapporto amoroso deve avere sempre luogo fuori dal matrimonio.

Mentre Andrea si dilettava a parlare di amore libero, gli altri scrittori del tempo parlavano della caritas, cioè l'amore verso Dio; ma che differenza c'è?
Andrea indica con ciò la superiorità della "fin'amor", o amor cortese, rispetto all'amore coniugale, il che era un'idea pericolosa in una comunità cristiana. La sua idea di amore è ben distante dall'amore cortese, considerato un amore spirituale: per Andrea infatti l'amore nasce dalla visione della donna amata ed è quindi carnale.
Queste sue idee erano talmente pericolose che nel terzo suo libro del De Amore dovette fare uso della reprobatio amoris, con cui egli si pone contro l'amore e la donna, chiamata con parole derivate dai manuali di fisica e dai trattati dei cristiani più intransigenti. Nel testo non mancano riferimenti a pregiudizi sociali caratteristici della società cortese nei confronti delle riprovevoli unioni coniugali, la mésalliance. Il terzo libro del De Amore contraddice così, probabilmente a causa di minacce di morte, ciò che aveva portato avanti nei primi due scritti, seguendo quindi l'idea della superiorità dell'amore coniugale, fatto di passioni, di Chrétien de Troyes.
Nei primi due libri Andrea riteneva che l'amore coniugale fosse inferiore perché risentiva dei doveri e delle responsabilità del matrimonio e perché diventava scontato per i due amanti: "Che altro è l'amore se non uno smisurato abbraccio furtivo di pensieri nascosti?".
Egli propose anche un dodecalogo, cioè le dodici regole che dovrebbe seguire l'amante adulterino, senza abbandonarsi alle passioni libertine:
1. fuggire l'avidità e ricercare la generosità;
2. amore totale e castità per la donna;
3. rispettare l'amore degli altri;
4. evitare donne volgari: la tua donna abbia pudore (senso di ritrosia);
5. evitare le menzogne;
6. essere discreto;
7. legarsi alla cavalleria d'amore;
8. sempre pudore e serietà;
9. non essere maldicente;
10. non sparlare degli amori altrui;
11. essere sempre cortese e civile;
12. non imporsi nei piaceri d'amore e concordare con la donna.

Potenzialmente, la "fin'amor" abbatte le barriere fra le classi; la sua potenzialità deriva dalla nobiltà d'animo.
Il cavaliere può ambire all'amore della donna, mentre è in secondo piano la nobiltà come convivenza sociale.
L'amore coniugale può essere valorizzato con il rispetto e quindi con concetti diversi dall'adulterino.
I primi due libri, seguendo la natura e la ragione umana dell'autore, insegnano l'arte dell'amore, ne codificano le teorie e ripercorrono, in modo lieve, una casistica; nel terzo libro l'autore, invece, forte degli insegnamenti religiosi e della fede, assume un pensiero contrario ai precedenti, e quindi critica e condanna ogni cedimento all'amore. Secondo altri critici la differenza di pensiero fra i tre volumi è giustificata dall'età dell'autore e dai suoi contrasti, visto che era pur sempre chierico.
Questo trattato ebbe enorme influenza sulla successiva lirica provenzale, ma anche sulla scuola siciliana. Traccia dei suoi insegnamenti si può reperire nel ben più recente dolce stil novo.